# Sabrina Mervin
 (juin 2023).
La mise en forme du texte ne suit pas les recommandations de Wikipédia : il faut le « wikifier ».
Les points d'amélioration suivants sont les cas les plus fréquents. Le détail des points à revoir est peut-être précisé sur la page de discussion.
- Les titres sont pré-formatés par le logiciel. Ils ne sont ni en capitales, ni en gras.
- Le texte ne doit pas être écrit en capitales (les noms de famille non plus), ni en gras, ni en italique, ni en « petit »…
- Le gras n'est utilisé que pour surligner le titre de l'article dans l'introduction, une seule fois.
- L'italique est rarement utilisé : mots en langue étrangère, titres d'œuvres, noms de bateaux, etc.
- Les citations ne sont pas en italique mais en corps de texte normal. Elles sont entourées par des guillemets français : « et ».
- Les listes à puces sont à éviter, des paragraphes rédigés étant largement préférés. Les tableaux sont à réserver à la présentation de données structurées (résultats, etc.).
- Les appels de note de bas de page (petits chiffres en exposant, introduits par l'outil «  Source ») sont à placer entre la fin de phrase et le point final[comme ça].
- Les liens internes (vers d'autres articles de Wikipédia) sont à choisir avec parcimonie. Créez des liens vers des articles approfondissant le sujet. Les termes génériques sans rapport avec le sujet sont à éviter, ainsi que les répétitions de liens vers un même terme.
- Les liens externes sont à placer uniquement dans une section « Liens externes », à la fin de l'article. Ces liens sont à choisir avec parcimonie suivant les règles définies. Si un lien sert de source à l'article, son insertion dans le texte est à faire par les notes de bas de page.
- La présentation des références doit suivre les conventions bibliographiques. Il est recommandé d'utiliser les modèles {{Ouvrage}}, {{Chapitre}}, {{Article}}, {{Lien web}} et/ou {{Bibliographie}}. Le mode d'édition visuel peut mettre en forme automatiquement les références.
- Insérer une infobox (cadre d'informations à droite) n'est pas obligatoire pour parachever la mise en page.

Pour une aide détaillée, merci de consulter Aide:Wikification.
Si vous pensez que ces points ont été résolus, vous pouvez retirer ce bandeau et améliorer la mise en forme d'un autre article.
Pour les articles homonymes, voir Mervin.
Sabrina Mervin est une historienne de l’islam contemporain, directrice de recherche au CNRS habilitée à diriger des recherches (HDR). Elle est membre de l'IREMAM (L'Institut de Recherches et d’Études sur les Mondes Arabes et Musulmans).

## Biographie
Sabrina Mervin a été affectée à l’IFPO (Institut Français du Proche-Orient, Beyrouth) de 2004 à 2008. Elle a codirigé l’IISMM (Institut d’études de l’islam et des sociétés du monde musulman) entre 2008 et 2011 et dirigé le Centre Jacques Berque entre 2015 et 2017. Elle coordonne un programme financé par l’ANR : ILM - L’enseignement de l’islam au Maroc, XVIIIe – XXIe siècles (2017-2020).
Elle est membre du comité de rédaction des ASSR (Archives de sciences sociales des religions), du comité scientifique de la REMMM (Revue des mondes musulmans et de la Méditerranée)  et de Diacritiques Éditions.

## Principales publications

### Ouvrages
- Histoire de l'islam : fondements et doctrines, Paris, Flammarion (« Champs »), 2016  (ISBN 978-2-08-138659-4), 381 p [8]
- Najaf: The Gate of Wisdom: History, Heritage and Significance of the Holy City of the Shi‘a, avec Y. Tabbaa, photographies E. Bonnier, Paris, « World Heritage », Unesco Publishing, 2014  (ISBN 978-92-3-100028-7), 197 p[9]
- Un réformisme chiite : Ulémas et lettrés du Jabal ‘Âmil (actuel Liban-Sud) de la fin de l'Empire ottoman à l'indépendance du Liban, Paris, Karthala-CERMOC-IFEAD, 2000  (ISBN 978-2-84586-096-4), 520 p [10], Prix France Liban 2002[11]
- Autobiographie d'un clerc chiite du Jabal ‘Âmil, par Muhsin al-Amîn (1867-1952), traduction de l'arabe en collaboration avec Haïtham al-Amin, Damas, IFEAD, 1998  (ISBN 978-2-35159-477-3), 217 p[12]

### Direction d’ouvrages
- Najaf: Portrait of a Holy City, avec R. Gleave et G. Chatelard, Paris, Unesco Publishing, 2017  (ISBN 978-0-86372-576-0), 398 [13]
- Islams politiques : Courants, doctrines et idéologies, avec N. Mouline, Paris, CNRS Éditions, 2017  (ISBN 978-2-271-09441-4), 231 p[14]
- Le Coran : Nouvelles approches, avec M. Azaiez  Paris, CNRS Editions, 2013  (ISBN 978-2-271-07918-3), 339 p[15]
- Leaders et partisans au Liban, avec F. Mermier, Paris, Karthala-IFPO-IISMM, 2012  (ISBN 978-2-8111-0595-2), 495 p[16]
- Shi’i trends and dynamics in modern times (XVIIIth-XXth centuries) - Courants et dynamiques chiites à l’époque moderne (XVIIIe – XXe siècles), avec D. Hermann, Beyrouth, Orient-Institut, 2010  (ISBN 978-3-89913-808-5), 180 p[17]
- Le Hezbollah, état des lieux, Paris, Actes Sud-Sindbad (coédition IFPO), 2008  (ISBN 978-2-7427-7420-3), 363 p[18]
- Les mondes chiites et l’Iran, Paris, Karthala-IFPO, 2007  (ISBN 978-2-84586-888-5), 484 p[19]
- Modernités islamiques - Hadâthât islâmiyya, avec M. Charif, Damas, Modernités, Presses de l’IFPO, 2006  (ISBN 978-2-35159-029-4), 226 p[20]

## Filmographie

### Documentaire
- Le cortège des captives (tragédie chiite), 54 min. Production CNRS Images/Momento/IFPO, 2006[21]. Ce film a gagné le Prix Mario Ruspoli, 26e Bilan du film ethnographique, mars 2007[22].
- Le ciel pleura quarante jours, 63 min. Production Momento Films/EHESS - École des Hautes Études en Sciences Sociales, 2022 [23].